# Kokořovcové z Kokořova
Kokořovcové nebo Kokořovci z Kokořova byli český šlechtický rod připomínaný poprvé počátkem 15. století. Vlastnili řadu statků v západních Čechách, nejdéle se udrželi na Žluticích (1575–1872). V 17. století byli povýšeni do panského stavu (1637), poté získali i hraběcí titul (1680). Členové rodu zastávali řadu zemských úřadů, mezi nejvlivnější šlechtické rody ale nikdy nepronikli. Rod vymřel v roce 1878 po meči (po přeslici 1926).

## Dějiny rodu
Za předka rodu se považuje Petr z Tatinné, který v roce 1401 získal tvrz Kokořov severně od Plzně a po tomto sídle pak celý rod získal jméno. Petrův syn Jan († 1470) se připomíná v bojích Jiřího z Poděbrad s katolickou šlechtou. Později Kokořovcové přesídlili na blízký hrad Všeruby zakoupený v roce 1520, z dalších generací vynikl Jiří († po 1578), který jako úspěšný hospodář položil základy k dlouholetému rodovému panství ve Šťáhlavech (1539) a Žluticích (1578). Jako podnikavý příslušník nižší šlechty zakládal na svých panstvích pivovary a hamry, podporoval i lesní hospodářství.
Jiřího synové založili tři rodové větve, ze žlutické vynikl Adam Jiří (1583–1633), který byl hejtmanem žateckého kraje a zemským sudím, zemřel však bez potomstva. Někteří Kokořovcové rozšířili majetkové aktivity až na Klatovsko (Otín, Předslav), jiní byli postiženi pobělohorskými konfiskacemi. Na pobělohorském období a podpoře rekatolizační politiky naopak profitoval Jiří Petr Kokořovec († 1650), který byl 14. února 1637 povýšen do stavu svobodných pánů a díky jeho dvěma manželkám přibyly do rodového majetku další statky (Nečtiny 1637, Sloup v Čechách 1652).
Ze synů Jiřího Petra vynikl Ferdinand Hroznata († 1708), který byl c. k. tajným radou, komořím a v roce 1680 získal titul hraběte. Nově nabyté postavení zužitkovali i jeho synové, starší Petr František (1673–1720) byl v letech 1699–1710 nejvyšším mincmistrem Království Českého, mladší Václav František (1675–1749) zastával několik desetiletí post prezidenta apelačního soudu (1717–1749) a v návaznosti na svou účast při korunovaci Karla VI. českým králem získal titul c. k. tajného rady (1723). V další generaci si udržel vysoké postavení syn Petra Františka Ferdinand Jakub (1705–1787), který byl dlouholetým podkomořím Českého království (1749–1771) a podílel se i na ekonomických reformách Marie Terezie.
Posledním významnějším členem rodu byl Karel z Kokořova (1799–1872), poslanec českého zemského sněmu. Jeho syn Ludvík Kokořovec (1833–1878) propadl alkoholismu a z rozvedeného manželství s Karolínou Vratislavovou z Mitrovic (1841–1917) měl jedinou dceru Zdeňku (1861–1926), provdanou za Leopolda Beese z Chrostiny. Ještě za Ludvíkova života přešla většina zbylého majetku pod vnucenou správu a následně na další majitele.
Ludvík Kokořovec zemřel ve Žluticích 29. září 1878 a jím rod vymřel po meči. Jeho dcera Zdenka zemřela v Praze 6. ledna 1926 a její smrtí rod Kokořovců vyhasl.
Poslední Kokořovcové neměli blízké příbuzné ani nástupnické rody, vzhledem k tomu následně došlo ke zničení velké části jejich rodového archivu. Dějinami rodu se pak dlouhodobě zabýval Josef Šaroch, úředník velkostatku ve Šťáhlavech. Jeho strojopisná a nikdy nevydaná práce Kokořovci z Kokořova je uložena ve Státním oblastním archivu v Plzni.

## Majetek a stavební aktivity

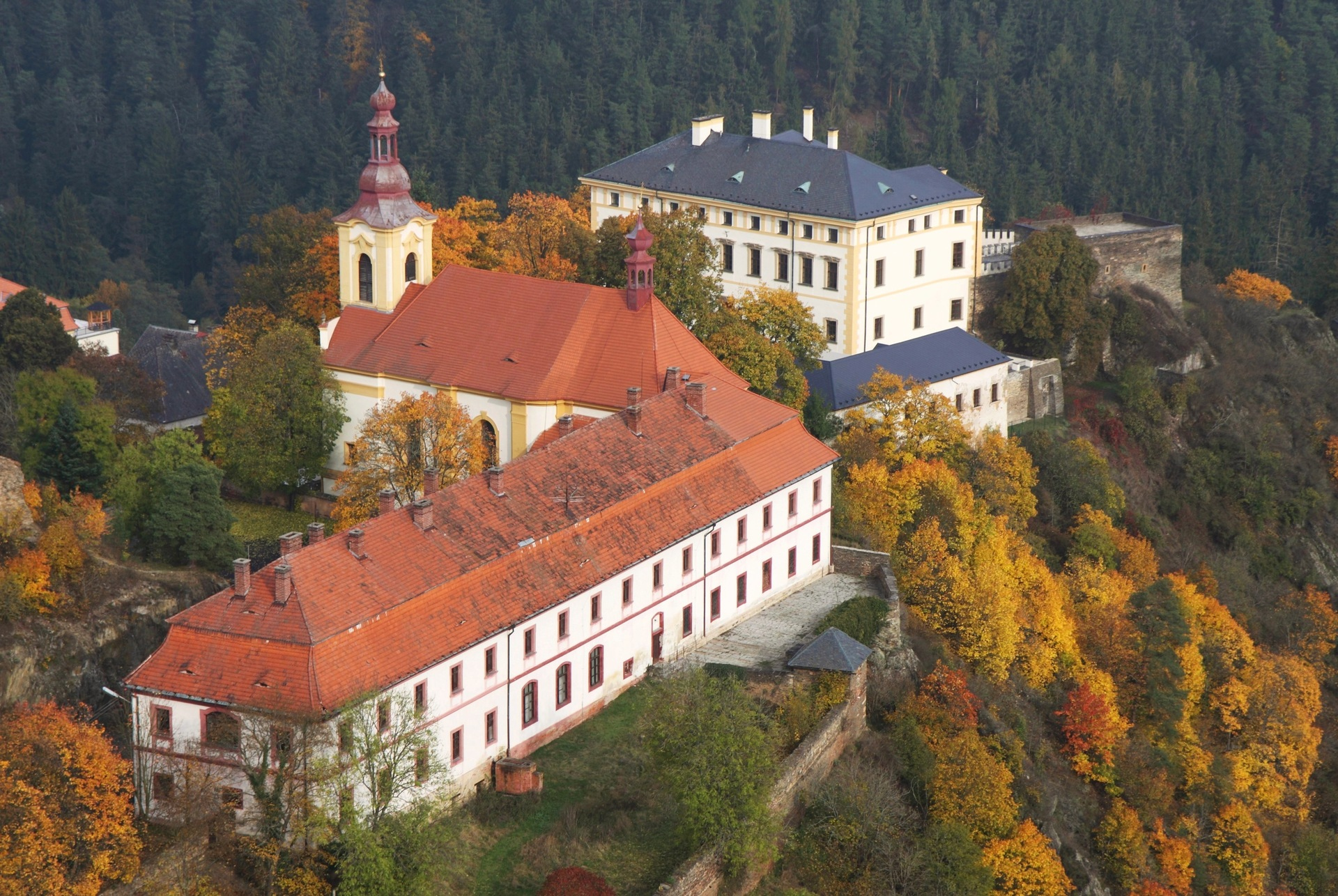
Zámek Rabštejn nad Střelou v roce 1578 odkoupili od císaře Jaroslav Libštejnský z Kolovrat a Jiřík Kokořovec na Šťáhlavech a na Žluticích

Od roku 1584 pak byl zámek zcela v držení Libštejnských z Kolovrat.
Původním sídlem Kokořovců byla od počátku 15. století tvrz Kokořov na Plzeňsku. Tento nevelký statek byl později začleněn k panství Všeruby a Frumštejn, které Kokořovcové koupili v roce 1520. Hrad Všeruby se stal rodovým sídlem jen nakrátko, protože již v roce 1539 koupil Jiří Kokořovec panství Šťáhlavy, kde pak jeho syn Karel nechal postavit renesanční zámek. Ještě za Jiřího Kokořovce došlo k významnému rozšíření šťáhlavského panství, když v roce 1561 byla od Šternberků přikoupena část zelenohorského panství se zříceninami hradů Radyně a Starý Plzenec. Karel Kokořovec navíc rozšířil rodový majetek v roce 1587 o panství Spálené Poříčí, i když jeho větší část pak přenechal své sestře Kateřině, provdané Horčicové.
Dočasný význam měly Nečtiny zakoupené v roce 1637 Dorotou Polyxenou Kokořovcovou, jejíž syn Adam Václav rozšířil dosavadní renesanční zámek o barokní přístavbu. V Nečtinách v roce 1665 vypukla proti Adamu Václavovi vzpoura kvůli porušování městských práv. Privilegia byla nečtinským obnovena až po šedesáti letech, z obav před jejich dalším zpochybňováním si je ale nechali uložit na radnici v Plzni. Nečtiny zůstaly ve vlastnictví rodu do roku 1789.
Majetkovou základnou byly po tři staletí Žlutice (1575–1872), kde Kokořovcové nechali ve dvou etapách přestavět hrad na renesanční a později barokní zámek (1600–1623, 1680–1700), současně byl budován i tzv. Kokořovský dvůr, který na rozdíl od zámku existuje dodnes. Ferdinand Hroznata ve Žluticích založil také zámeckou zahradu, která se stala inspirací pro vznik podobného projektu ve Šťáhlavech, díky značnému zadlužení ale musel Jan Jindřich Kokořovec na nátlak věřitelů prodat šťáhlavské panství Černínům (1710). Ještě předtím ztratil i sousední Nebílovy s Netunicemi (1705).
Většina rodových sídel Kokořovců dnes již neexistuje, případně jen torzovitě (zámecká brána ve Žluticích), jedinou významnou památkou na tento rod zůstává zámek ve Štědré postavený v roce 1730 na žlutickém panství architektem Thomasem Haffeneckerem a obnovený po požáru v roce 1747. Štědrá, vyzdobená údajně i řadou obrazů od Petra Brandla, zůstala hlavním rodovým sídlem do 19. století. Zachované jsou i rozsáhlé stavební úpravy na skalním hradě Sloup, který byl jediným majetkem Kokořovců mimo západní Čechy. Sloupské panství zdědil Ferdinand Hroznata po matce v roce 1689 a na skalním hradě nechal vytesat kostel; záměr zřídit zde kapucínský klášter skončil ale jen zřízením poustevny. Ferdinandův syn, nejvyšší mincmistr Petr František Kokořovec, prodal Sloup v roce 1710 Kinským za 280 tisíc zlatých.
Kromě zámků, hradů a tvrzí zanechali Kokořovcové významnou stopu také v sakrální architektuře. Po nákupu Starého Plzence v roce 1561 převzali patronát nad dvěma místními kostely a oba za jejich vlády prošly opravami. V kostelech ve Starém Plzenci probíhaly sňatky Kokořovců, řada z nich je tu i pohřbena, umělecky hodnotný je náhrobek Karla Kokořovce z roku 1605 v kostele Narození Panny Marie.
Na současné podobě několika církevních staveb se Kokořovcové podepsali v Nečtinách. Adam Václav nechal po třicetileté válce obnovit kostel svaté Anny (1655–1657), autorem přestavby nečtinského kostela svatého Jakuba Většího a kostela svatého Bartoloměje v nedalekém Březíně byl v 18. století architekt Thomas Haffenecker, který pro Kokořovce pracoval i ve Štědré. Další významnou památku na rod v Nečtinách je barokní špitál založený v roce 1786. Průběžně se Kokořovcové podíleli také na úpravách kostela svatých Petra a Pavla ve Žluticích, kde se nachází jejich další hrobka, v níž je měděná barokní rakev s ostatky Jiřího Petra Kokořovce.

## Erb
Erbem Kokořovců byl jednoduchý štít rozdělený shora na dvě poloviny červené a černé barvy. Barvy kokořovského erbu převzaly do svého městského znaku Šťáhlavy a několik menších obcí, které byly v majetku rodu. Erb Kokořovců je umístěn na vstupním portálu radnice ve Žluticích.

## Rodová sídla
- Nebílovy (1604–1673 a 1685–1705)
- Nečtiny (1637–1789)
- Sloup v Čechách (1652–1710)
- Šťáhlavy (1539–1710)
- Štědrá (1730–1872)
- Žlutice (1575–1872)